# Nea Manolada
Nea Manolada  este un oraș în Grecia în prefectura Elida.